# Frédéric de Schleswig-Holstein-Sonderburg-Norbourg
Frédéric de Schleswig-Holstein-Sonderburg-Norburg (26 novembre 1581, à Sønderborg – 22 juillet 1658, à Nordborg) est duc de Schleswig-Holstein-Sonderbourg-Norbourg.

## Biographie
Frédéric est le fils cadet de Jean de Schleswig-Holstein-Sonderbourg et de sa première épouse, Élisabeth de Brunswick-Grubenhagen. Comme Frédéric est le plus jeune fils, aucun duché n'est prévu pour lui. Cependant, après la mort de son frère Jean-Adolphe en 1624, il hérite de son duché.

## Mariage et descendance
Frédéric se marie le 1er août 1627 avec Juliana, fille de François II de Saxe-Lauenbourg. Le couple a un fils:
- Jean Bogislaw de Schleswig-Holstein-Norbourg (de) (30 septembre 1629 - 17 décembre 1679).

Après la mort de sa première femme en 1630, Frédéric se remarie le 5 février 1632 à Éléonore d'Anhalt-Zerbst (10 novembre 1608, Zerbst - 2 novembre 1680, Osterholm), fille de Rodolphe d'Anhalt-Zerbst. Le couple a les enfants suivants:
- Élisabeth-Julienne de Schleswig-Holstein-Sonderbourg-Norbourg (24 juin 1633 - 4 février 1704, Wolfenbüttel); marié le 17 août 1656, à Antoine-Ulrich de Brunswick-Wolfenbüttel (1633-1714).
- Dorothée Hedwige (18 avril 1636 - 23 septembre 1692, Gandersheim); Abbesse de Gandersheim (1665-78), elle se convertit au Catholicisme et se marie le 7 juin 1678 à Christophe de Rantzau-Hohenfeld (de).
- Christian Auguste (30 avril 1639 - 1687); Amiral anglais
- Louise Amöne (15 janvier 1642 - 4 juin 1685); mariée le 28 août 1665 à Jean Frédéric de Hohenlohe-Neuenstein-Öhringen (1617-1702).
- Rodolphe Frédéric (27 septembre 1645 - 14 novembre 1688); marié le 10 juin 1680 à Bibiane de Promnitz (8 août 1649 - 19 août 1685); leur fille épouse Auguste-Guillaume de Brunswick-Wolfenbüttel.

Après la mort de Frédéric, en 1658, son fils aîné hérite du titre ; sa veuve, Eleanor von Anhalt-Zerbst, est tutrice.